# 小行星2810
小行星2810（2810 Lev Tolstoj）是一颗围绕太阳公转的小行星。1978年9月13日，尼古拉·切爾尼赫在克里米亚发现了此天体。
該小行星以俄羅斯作家列夫·托爾斯泰命名。
这颗小行星的绝对星等为258.72537等。